# آلسیندو
آلسیندو مارتا دی فریتاس (به پرتغالی: Alcindo Martha de Freitas) هافبک اهل برزیل است که در شهر Sapucaia do Sul و در تاریخ ۳۱ مارس ۱۹۴۵ به دنیا آمده‌است.
آلسیندو مارتا دی فریتاس در تیم‌های فوتبال Rio Grande سابقهٔ حضور دارد.
وی در ۲۷ اوت ۲۰۱۶ درگذشت.